# 三星电机
三星电机（韓語：삼성전기，韩交所：009150、韩交所：009155），大韩民国企业三星集团的子公司，从事消费性电子、半导体制造、面板、家电等业务的电子工业制造商。
2010年代在越南新设了生产基地，菲律宾、天津的新工厂也相继竣工。

## 经营架构
截止到2018年1月，三星电机的理事会（董事会）由3名内部理事与4名外部理事构成，理事会内部由补偿委员会、经营委员会、监事委员会、外部理事候补推荐委员会、内幕交易委员会等5个小委员会构成。目前三星电机理事会的会长是由外部理事来担任。

## 公司简歷
1973年设立三星三洋部件，次年变更商号为三星电机部件。1977年变更商号为三星电子部件、1987年变更为三星电机。
总公司位于大韩民国水原市，并在世宗、釜山另外设立生产工厂。海外于中国、泰国、菲律宾、越南等地设有生产法人。
2016年创造了销售额为6兆330亿韩元，营业利润为244亿韩元的业绩。